# 小吃

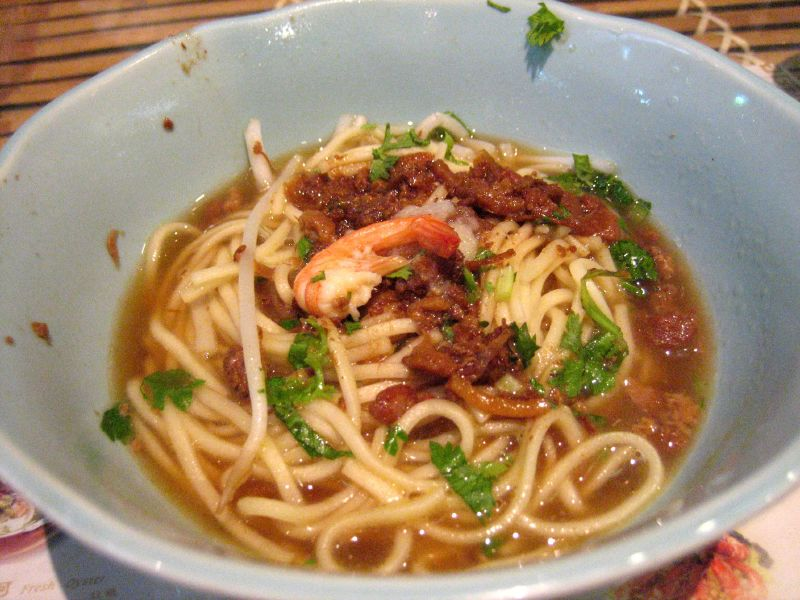
台湾小吃の担仔麺

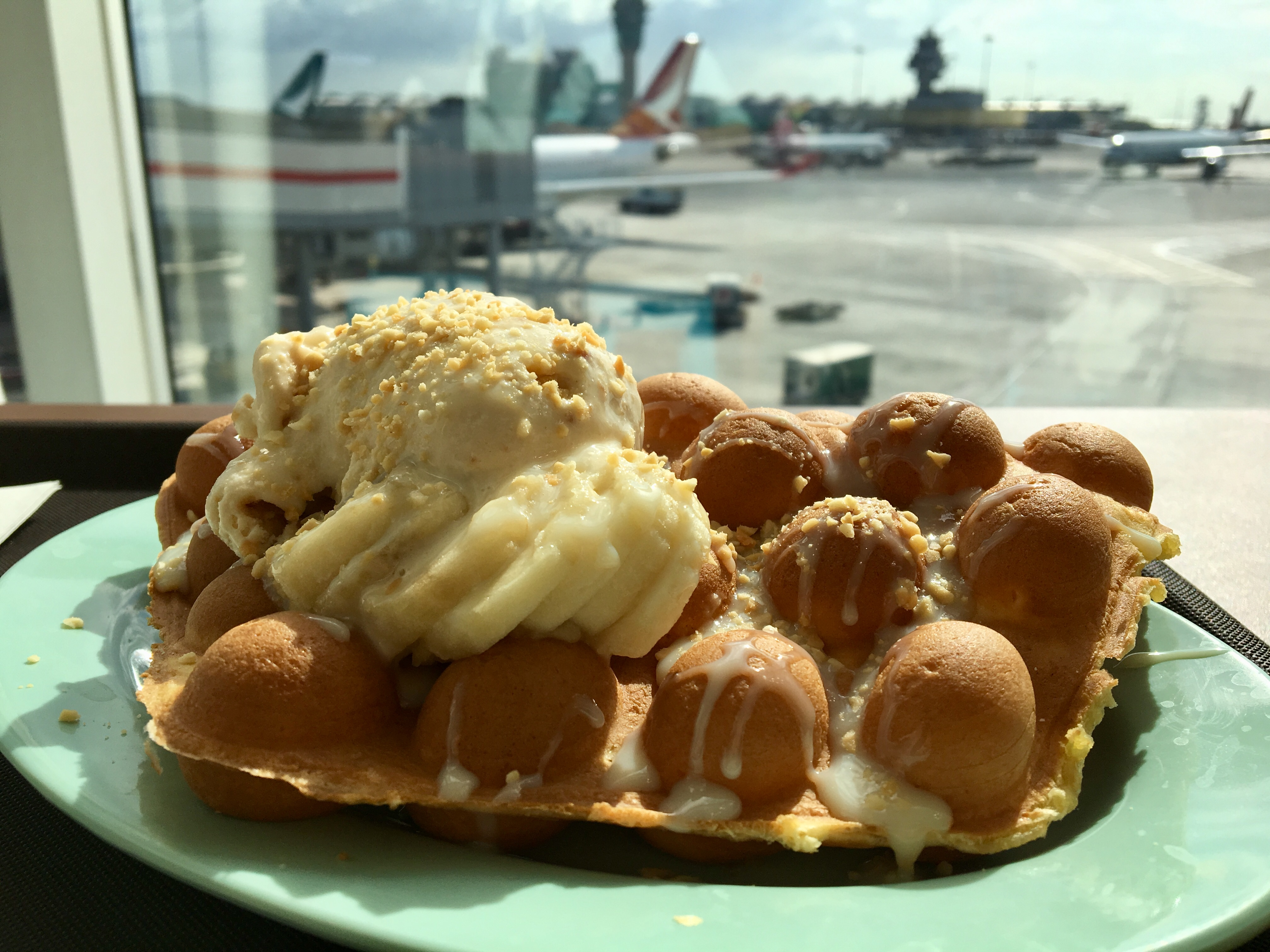
香港小吃の鶏蛋仔

小吃（シャオチー、繁体字: 小喫 拼音: xiǎochī）とは、店や屋台で食べる中華の一品料理のこと。
「小」は軽い、「吃」は食べるという意味から日本語に直訳すれば「軽食」「スナック」になるが、中華文化圏のニュアンスはかなり異なる。麺類や、餃子・焼売・饅頭などの包子（パオズ）、粽や餅から、肉料理、炒飯や魯肉飯などのどんぶり料理までを含む一品料理である。
漢文化圏の都市部では、このような料理を供する小さな店や屋台が多数あり、さかんに外食する文化が高度に発達した。手軽で比較的値段が安い大衆料理というニュアンスで、日本で小吃に当たるのは、外食で食べるうどん・蕎麦・ラーメン・焼きそばなどの麺類、寿司、おでん、ピザ、牛丼、お好み焼き、石焼き芋といったイメージとなる。スナック菓子類を意味するわけではないが、もちろん杏仁豆腐などの甘いものも含まれる。